# 十川ともじ
十川 ともじ（そがわ ともじ、1961年7月16日 - ）は、日本の作曲家、編曲家、音楽プロデューサー、キーボーディスト。旧活動名は十川 知司（読み同じ）。

## 来歴
1980年、伊丹哲也&Side By Sideのメンバーとして「街が泣いてた」で第19回ポプコングランプリ、第11回世界歌謡祭グランプリを受賞し、プロデビューする（第11回世界歌謡祭には杉山清貴、海外からクリストファー・クロスなども出場している）。
1987年からチャゲ&飛鳥（現：CHAGE and ASKA）のツアーに参加。1988年5月21日発売のシングル「ラプソディ」でチャゲ&飛鳥のアレンジャーとして初クレジットされる。同年発売の飛鳥涼（現：ASKA）のソロアルバム『SCENE』も手がけ、翌1989年「LOVE SONG」を担当。1991年に編曲した「SAY YES」が280万枚を超える大ヒット。そして1993年には「YAH YAH YAH」が240万枚を超えるヒットとなり、その後もclass「夏の日の1993」、岡本真夜「TOMORROW」など数多くのミリオンセラー楽曲のアレンジを担当した。
1997年、岡本真夜のアルバム『Smile』でプロデューサーとして初のミリオンを達成。
2004年以降の堂本剛ソロプロジェクトでのコラボレートが話題になる。
2005年 、修二と彰の「青春アミーゴ」ではカップリングを担当しミリオンを達成。
2007年、 倖田來未の「愛のうた」で第48回日本レコード大賞金賞受賞。
2015年、クマムシの「あったかいんだからぁ♪」ではプロデューサー名義でオリコンチャートベスト10入りを果たし第57回日本レコード大賞特別賞受賞。
元々歌ネタであった単純な構成の楽曲を一つの作品に編曲した事が評価される。
2017年〜2018年、中島みゆき 夜会工場 VOL.2 のキーボードを小林信吾と共にダブルキャストで務める。それ以降の夜会 VOL.20 「リトル・トーキョー」、中島みゆき 2020ラスト・ツアー「結果オーライ」、2024年『歌会 VOL.1』のサポートをつとめ、アルバム「世界が違って見える日」のレコーディングにも参加している。
2000年代以降の表記を「十川ともじ」と改める。本人のブログで「音楽活動をする時の名前を「ともじ」にしたのも姓名判断2割、読みやすさと見た目の柔らかさ8割です。」と書いている。

## 主な作・編曲・プロデュースアーティスト
- CHAGE and ASKA
  - Chage
  - ASKA
- ももいろクローバーZ
- 柴咲コウ
- クマムシ
- 阿部真央
- 高橋優
- ななみ
- 倖田來未
- KinKi Kids
- 堂本剛（ENDLICHERI☆ENDLICHERI、剛紫、ENDRECHERI）
- 岡本真夜
- 石原じゅんこ＆国安修二
- ソン・シギョン
- 山崎育三郎
- 石井聖子
- Every Little Thing
- 絢香
- 平原綾香
- hitomi
- AAA
- スターダスト・レヴュー
- 古内東子
- 林原めぐみ
- D-51
- K
- 高橋瞳
- Skoop On Somebody
- タッキー&翼
- 山下智久
- OLIVIA inspi 'REIRA (TRAPNEST)
- theSoul
- 風花
- EXILE
- John-Hoon
- 奥村初音
- BREATH
- Sowelu
- 伊沢麻未
- 堀江由衣
- 國府田マリ子
- ICHIKO
- 伊藤サチコ
- 諌山実生
- class
- 中村雅俊
- 髙橋真梨子
- 森進一
- 五木ひろし
- 辛島美登里
- 亜波根綾乃
- 南こうせつ
- 加藤いづみ
- 上田まり
- 黒田有紀
- 広末涼子
- 岡北有由
- sacra
- 大黒摩季
- 酒井法子
- 中山美穂
- 五十嵐浩晃
- 12.ヒトエ
- little by little
- 福田典之
- SHOGO
- ジュリー with ザ・ワイルドワンズ　ほか多数

また、鈴木哲彦と共にexpo（エキスポ）の名義で作曲ユニットを組み、楽曲提供をしている。